# East Granby
East Granby är en kommun (town) i Hartford County i delstaten Connecticut, USA. Vid folkräkningen år 2000 bodde 4 745 personer på orten. Den har enligt United States Census Bureau en area på totalt 45,6 km² varav 0,2 km² är vatten.